# Extraction différentielle
L’extraction différentielle est un principe général de séparation de plusieurs sortes de substances ou de cellules. On parle ainsi d'extraction différentielle d'acides nucléiques en biologie moléculaire, ou de protéines en biochimie, ou de spermatozoïdes en cytologie, ou encore de pigments en chimie organique.

## Application en biologie médico-légale
L’utilisation la plus courante de cette méthode dans ce cadre est la séparation des cellules épithéliales  vaginales des cellules du sperme lors d’analyse ADN à la suite d'un viol, pour bien séparer l’empreinte génétique de la victime et du violeur.
Le principe de cette séparation est basé sur le pont disulfure d’une protéine du sperme dans la membrane externe des spermatozoïdes qui le rend plus robuste à l’extraction que les cellules épithéliales.
Après avoir déterminé si des spermatozoïdes sont présents dans l’échantillon vaginal/rectal (le plus souvent par coloration et microscope), les cellules épithéliales de la victime sont lysées et leur ADN extrait par les moyens classiques.
L'ADN épithélial en solution est éliminé, alors que les spermatozoïdes sont toujours intacts. L'extraction différentielle utilise un produit chimique appelé dithiothréitol, ou DTT, pour perturber les ponts de soufre à la surface des spermatozoïdes pour extraire son ADN. Une fois que la membrane extérieure du sperme a été dénaturée, les méthodes d'extraction d'ADN standard sont possibles.
Cela crée deux fractions d'ADN différentes pour un échantillon, avec la forte probabilité que ce soit celui de la victime et de l’agresseur.